# QBZ-03
5,8-мм автомат QBZ-03 (кит. Qīngwuqi Bùqiāng-Zìdòng — легкая автоматическая винтовка; Type 03) — китайский автомат, созданный на основе Type 87 Помимо 5,8-мм варианта имеется модель под патрон 5,56 НАТО, использующий стандартные магазины НАТО.

## История создания
Автомат QBZ-03 является прямым конкурентом относительно новому китайскому автомату Тип 95/QBZ-95, состоящему на вооружении Народно-освободительной армии Китая (НОАК) с конца 90-х годов прошлого столетия. В начале XXI века, в 2003 году, на вооружение Народной вооружённой милиции Китая начала поступать новая штурмовая винтовка. В отличие от автомата QBZ-95, сделанный в компоновке булл-пап новый автомат - под тот же новый патрон калибра 5,8 мм, но уже с традиционной компоновкой.

## Описание
QBZ-03 использует газоотводный автомат с коротким ходом газового поршня, снабжённого собственной возвратной пружиной. Запирание ствола осуществляется поворотом затвора. Газоотводный узел снабжён газовым регулятором, позволяющим использовать винтовочные гранаты. УСМ предусматривает ведение огня одиночными выстрелами и непрерывными очередями. Предохранитель-переводчик режимов стрельбы находится слева над пистолетной рукояткой. Корпус — штампованный из стали, как и состоящая из двух половин ствольная коробка. Половины соединяются поперечными штифтами. Цевьё, пистолетная рукоятка и складывающийся вправо приклад — пластмассовые. Возможно крепление штык-ножа.